# 洲崎の高灯籠

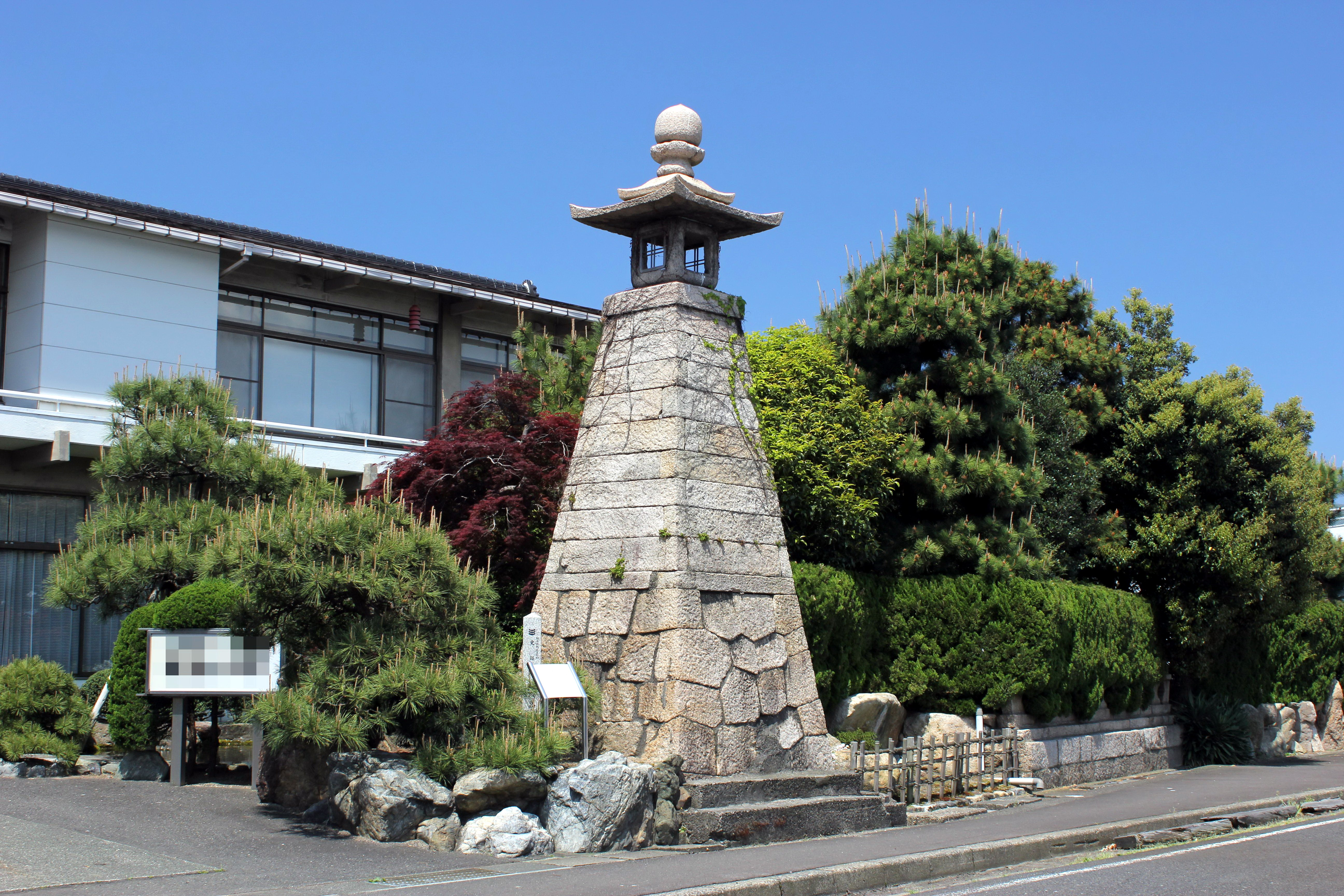
洲崎の高灯籠

洲崎の高灯籠（すざきのたかとうろう）は、福井県敦賀市川崎町にある高燈籠。福井県指定史跡に指定されている。

## 概要
洲崎の高灯籠は旧笙の川河口左岸にある石造の元灯台。船道頭を勤めた舟問屋の庄山清兵衛が1802年に建てたもので、現存する日本海側最古の石積み灯台である。高さ7.46メートルで、花崗岩で造られている。庄山清兵衛が自邸の一角に建てたことから庄山の高燈籠とも呼ばれる。

## 歴史
- 1802年（享和2年） - 庄山清兵衛が自邸の一角に高燈籠を建てる。
- 1992年（平成4年）5月1日 - 福井県指定史跡（記念物）に指定される[1]。